# Corrado Corelli

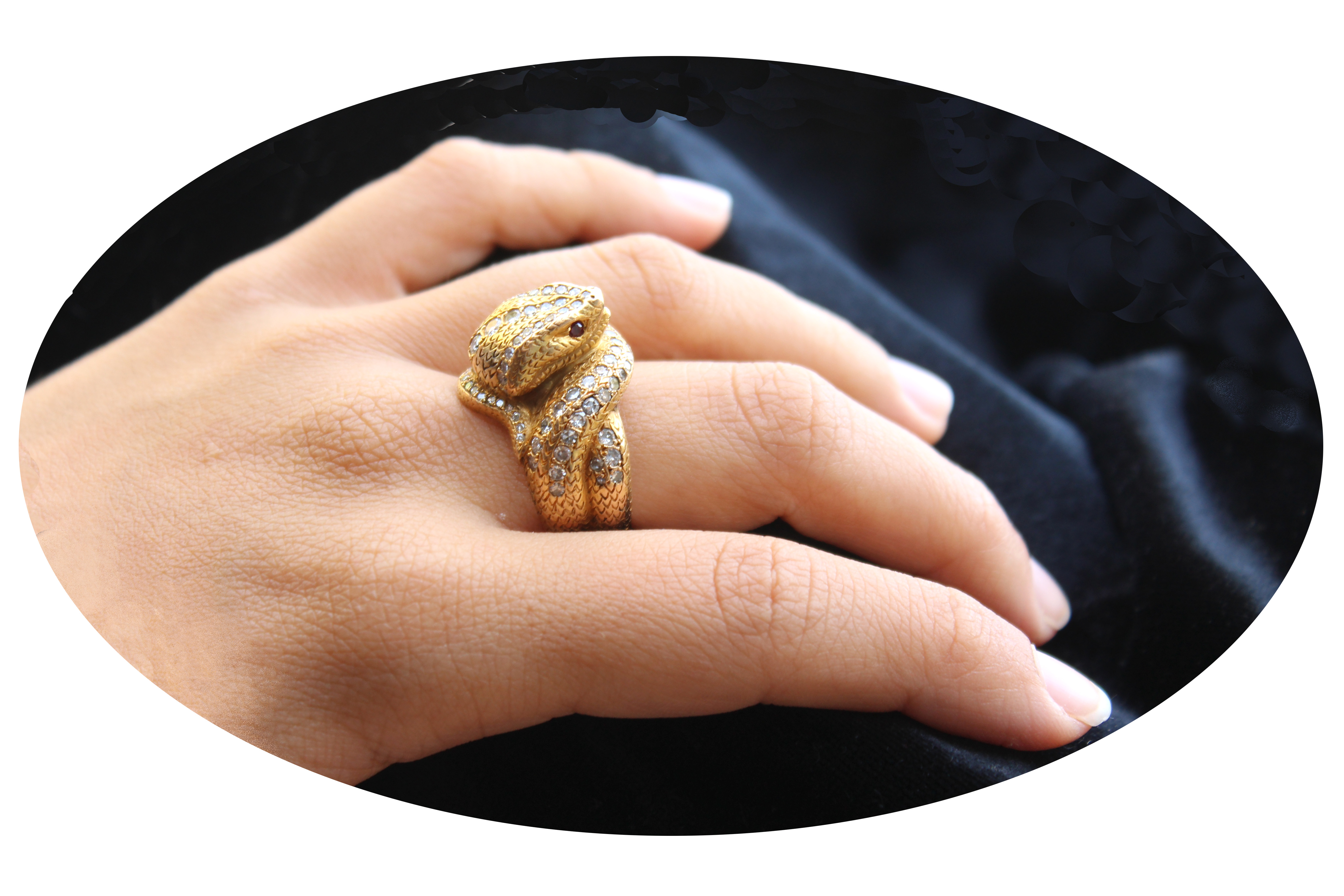
Corrado Corelli - Anello in oro con brillanti e rubini

Corrado Corelli (Roma, 19 agosto 1884 – Roma, 26 agosto 1968) è stato uno scultore e calciatore italiano.

## Biografia
Corrado Corelli, figlio del pittore Augusto Corelli e di Emilia Eugenia Meddi, nacque a Roma il 19 agosto del 1884 ma erroneamente viene spesso indicato come suo luogo di nascita Anticoli Corrado.
Scultore, apprese i primi rudimenti del disegno dal padre e in seguito divenne allievo dello scultore Eugenio Maccagnani.
Fu assistente e collaboratore dell'artista Giulio Aristide Sartorio.
Si dedicò prevalentemente alla piccola scultura e a creazioni in oro, argento e rame con la tecnica dello sbalzo. Più tardi si specializzò nella gioielleria artistica realizzando lavori per una clientela italiana ed internazionale.  Ebbe commissioni pubbliche e private in cui dimostrò capacità espressive di livello. Suoi gli arredi sacri della chiesa di San Benedetto a Pomezia.
Per quanto riguarda l'attività sportiva, insieme al fratello Filiberto, inizialmente furono ingaggiati dalla società calcistica della Virtus poco dopo la sua fondazione avvenuta nel 1903. Nel giugno 1907, Sante Ancherani convinse Corrado e suo fratello a lasciare la Virtus per accasarsi alla Società Sportiva Lazio in occasione del primo torneo calcistico interregionale disputato a Pisa.
Corrado restò a disposizione della squadra biancoceleste fino al 1922, con un'interruzione dovuta allo scoppio della grande guerra e giocando le finalissime del campionato di calcio nel 1913 e 1914.
Militare di complemento, partirà per la grande guerra con il grado di sottotenente dell'81º fanteria brigata Torino, tornando con il grado di maggiore e con una medaglia d'argento al valor militare ottenuta per l'eroico comportamento avuto durante un'azione bellica e due di bronzo.
In seguito partecipò alla Marcia su Roma nel 1922, ma la sua adesione al Fascismo fu breve. 

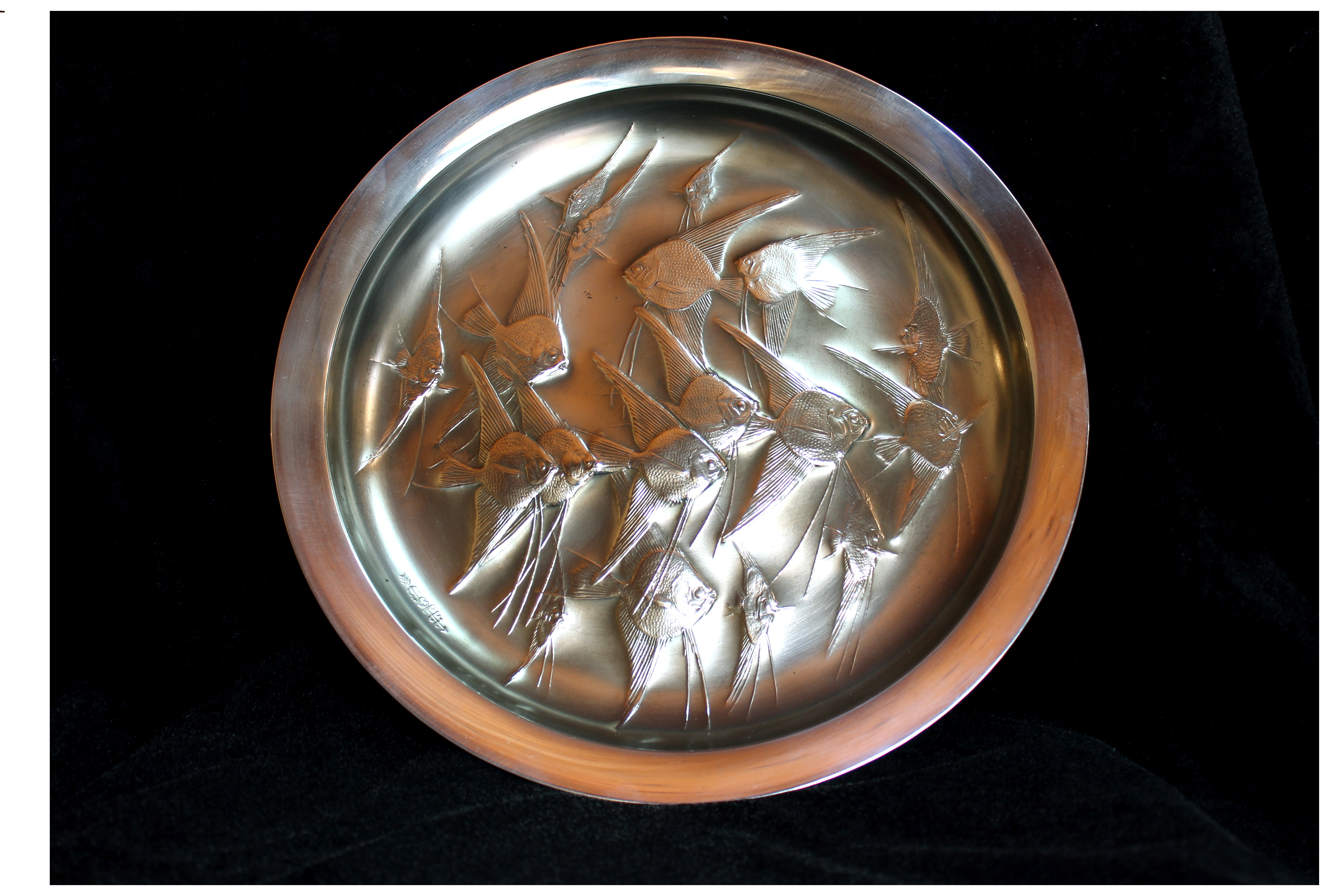
Corrado Corelli Piatto in argento a sbalzo

Allo scoppio della seconda guerra mondiale fu richiamato alle armi con il grado di tenente colonnello; fu assegnato al comando delle tradotte che portavano truppe ed equipaggiamenti sul fronte russo. Narrò che spesso il suo treno sostava in territorio polacco e incrociava treni merci blindati scortati dalle SS. I carri contenevano civili stipati fino all'inverosimile e non ne comprendeva la ragione: supponeva che andassero verso campi di lavoro. Anche a lui, sebbene ufficiale superiore, non era consentito dalle sentinelle tedesche di scendere dal suo treno e avvicinarsi a quello in sosta. Un giorno vide una scena che immortalò in un disegno, oggi conservato al Museo dell'Olocausto di New York. Solo a fine conflitto verrà a scoprire la verità su quei convogli che avevano come destinazione i campi di concentramento. Successivamente Corrado fu trasferito all'ufficio censura militare di Firenze. Dopo l'armistizio rifiutò ogni collaborazione con i tedeschi e fece ritorno a Roma, tornando al suo lavoro di scultore. Nel dopoguerra la sua scultura virò verso la tecnica dello sbalzo e dell'oreficeria mettendo in luce una rinnovata eleganza e una raffinatezza estrema.
Muore dopo una breve malattia al Policlinico Umberto I di Roma ed è sepolto al Cimitero Flaminio.

## Palmarès

### Club

#### Competizioni nazionali
- Terza Categoria: 3

Lazio: 1909-1910, 1910-1911, 1911-1912